# مونشندورف
مونشندورف (به آلمانی: Münchendorf) یک منطقهٔ مسکونی در اتریش است که در ناحیه مودلینگ واقع شده‌است. مونشندورف ۲٬۲۲۹ نفر جمعیت دارد.